# Neuvilly
Neuvilly ist eine französische Gemeinde mit 1091 Einwohnern (Stand 1. Januar 2022) im Département Nord in der Region Hauts-de-France. Sie gehört zum Arrondissement Cambrai und ist Mitglied im Gemeindeverband Communauté d’agglomération du Caudrésis et du Catésis. Die Bewohner nennen sich Neuvillois(es)

## Geografie
Die Gemeinde Neuvilly liegt an der oberen Selle, etwa 20 Kilometer ostsüdöstlich von Cambrai auf 102 m über Meereshöhe. Sie grenzt im Nordosten an Solesmes, im Osten an Forest-en-Cambrésis, im Südosten an Montay, im Süden an Le Cateau-Cambrésis und Troisvilles, im Südwesten an Inchy und im Nordwesten an Briastre.

## Geschichte
Bekannt ist, dass im Jahr 1057 eine Kirche in der Ortschaft existierte. Vom 12. bis 14. Jahrhundert hieß diese je nach Zeitepoche „Novis Litibus“, „Nueveslis“, „Novellis“, „Nuevillis“ und „Neuvillis“.
Von 1907 bis 1916 war die Eisenbahnlinie von Solesmes nach Avesnes-sur-Helpe in Betrieb, die auch Neuvilly bediente.

### Bevölkerungsentwicklung
| Jahr                       | 1962 | 1968 | 1975 | 1982 | 1990 | 1999 | 2009 | 2020 |
| Einwohner                  | 1363 | 1404 | 1337 | 1161 | 1052 | 993  | 1036 | 1084 |
| Quellen: Cassini und INSEE |      |      |      |      |      |      |      |      |

## Sehenswürdigkeiten

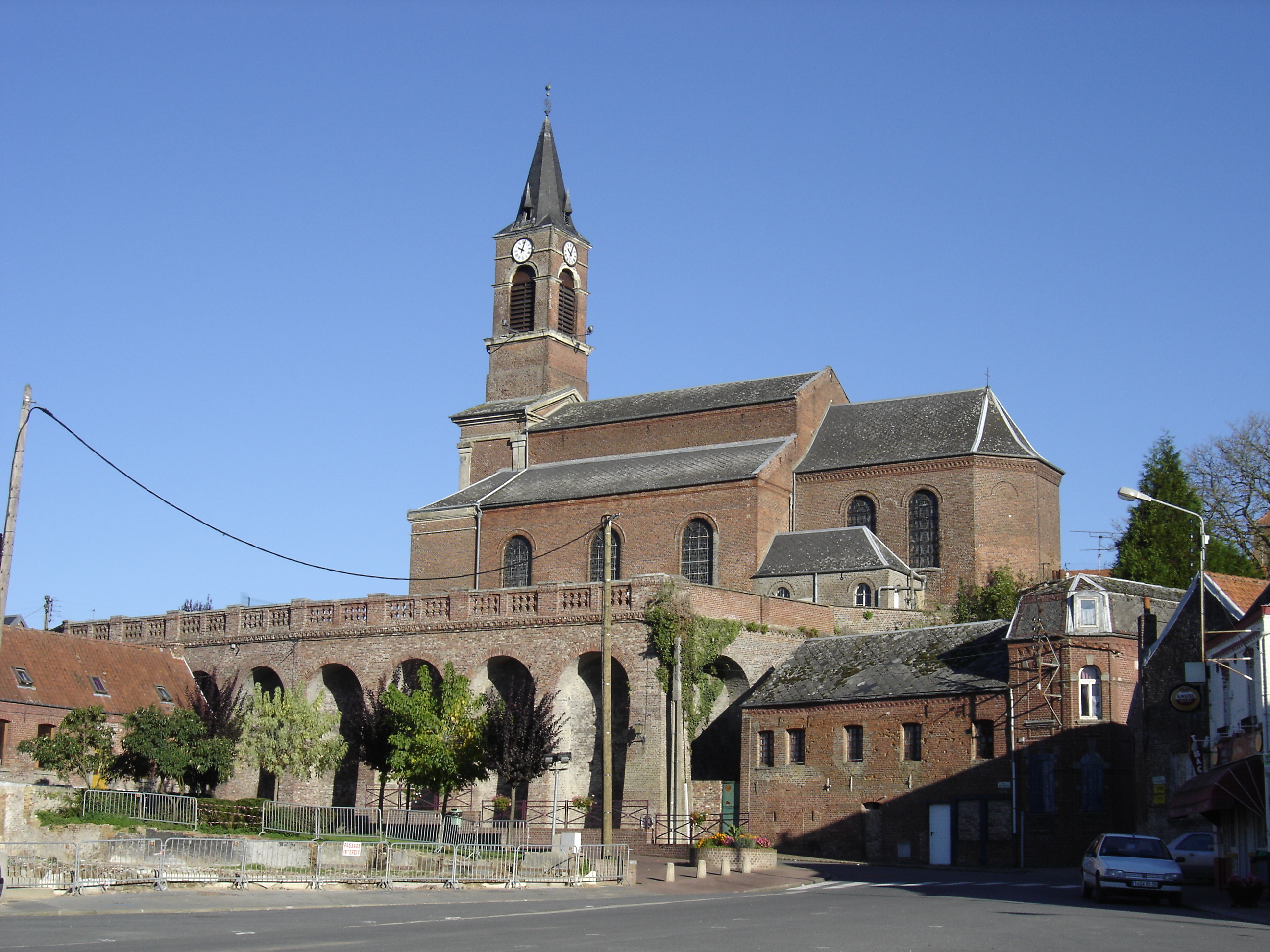
Kirche Saint-Martin
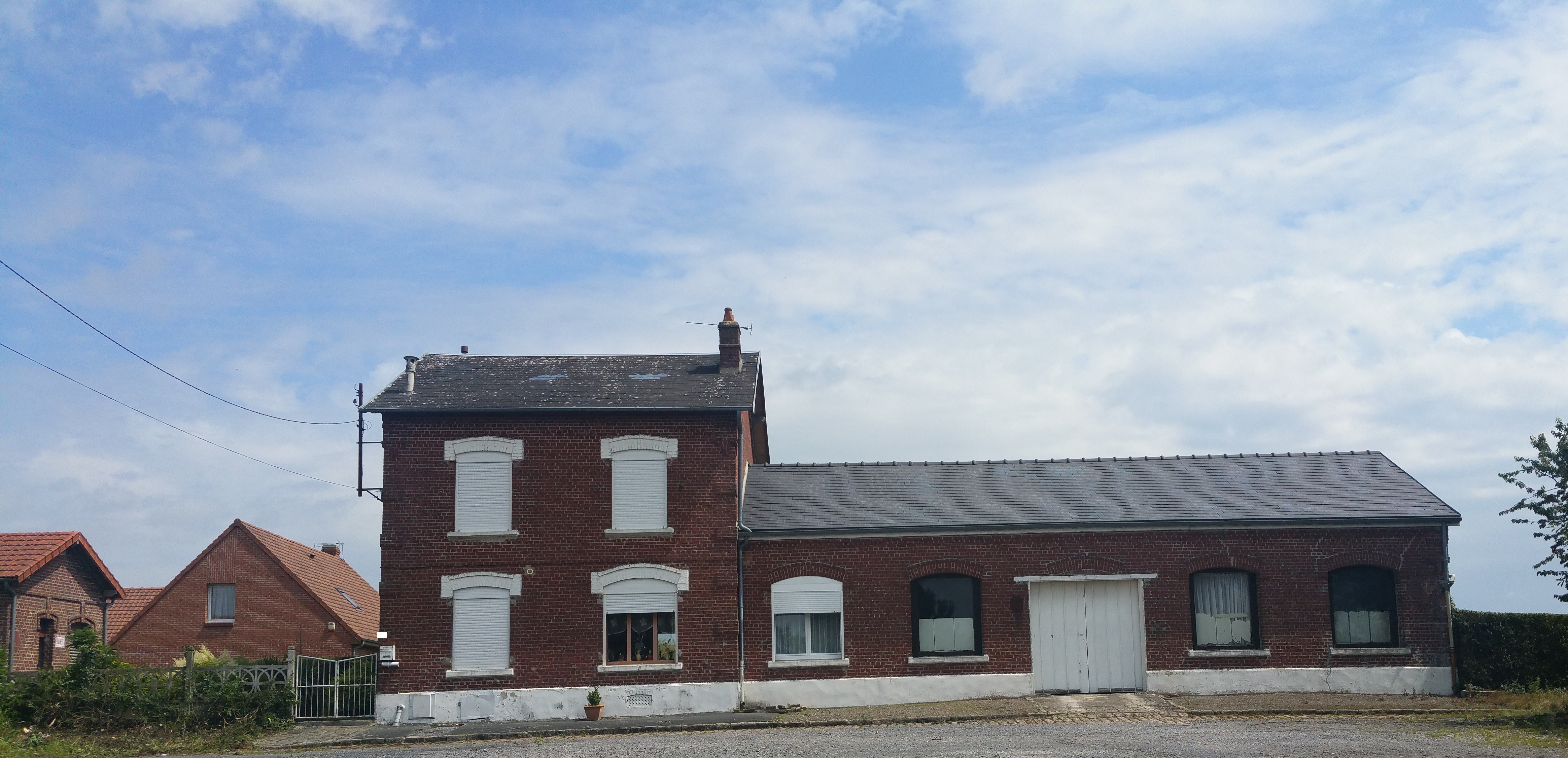
Ehemaliger Bahnhof von Neuvilly
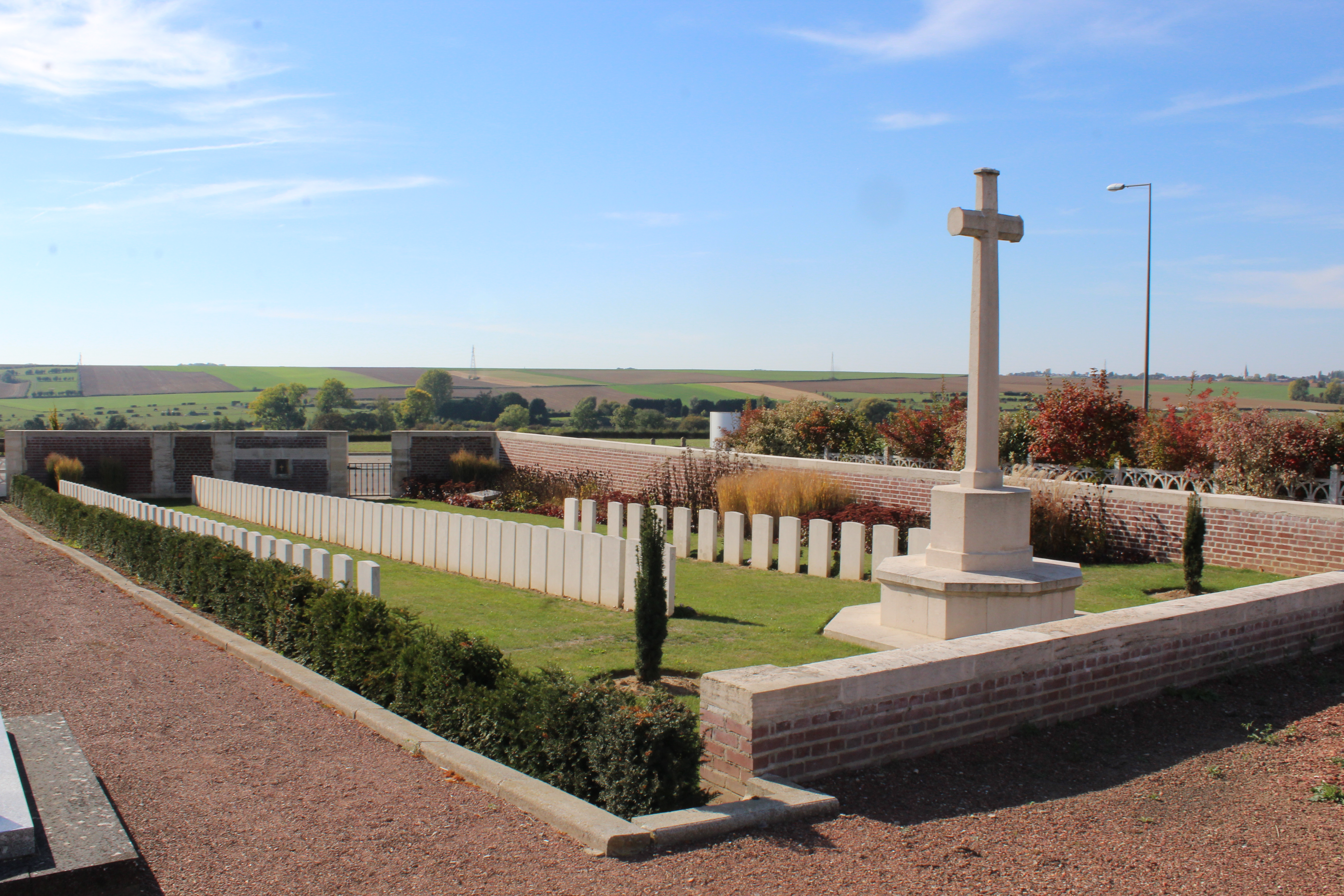
Commonwealth-Soldatenfriedhof
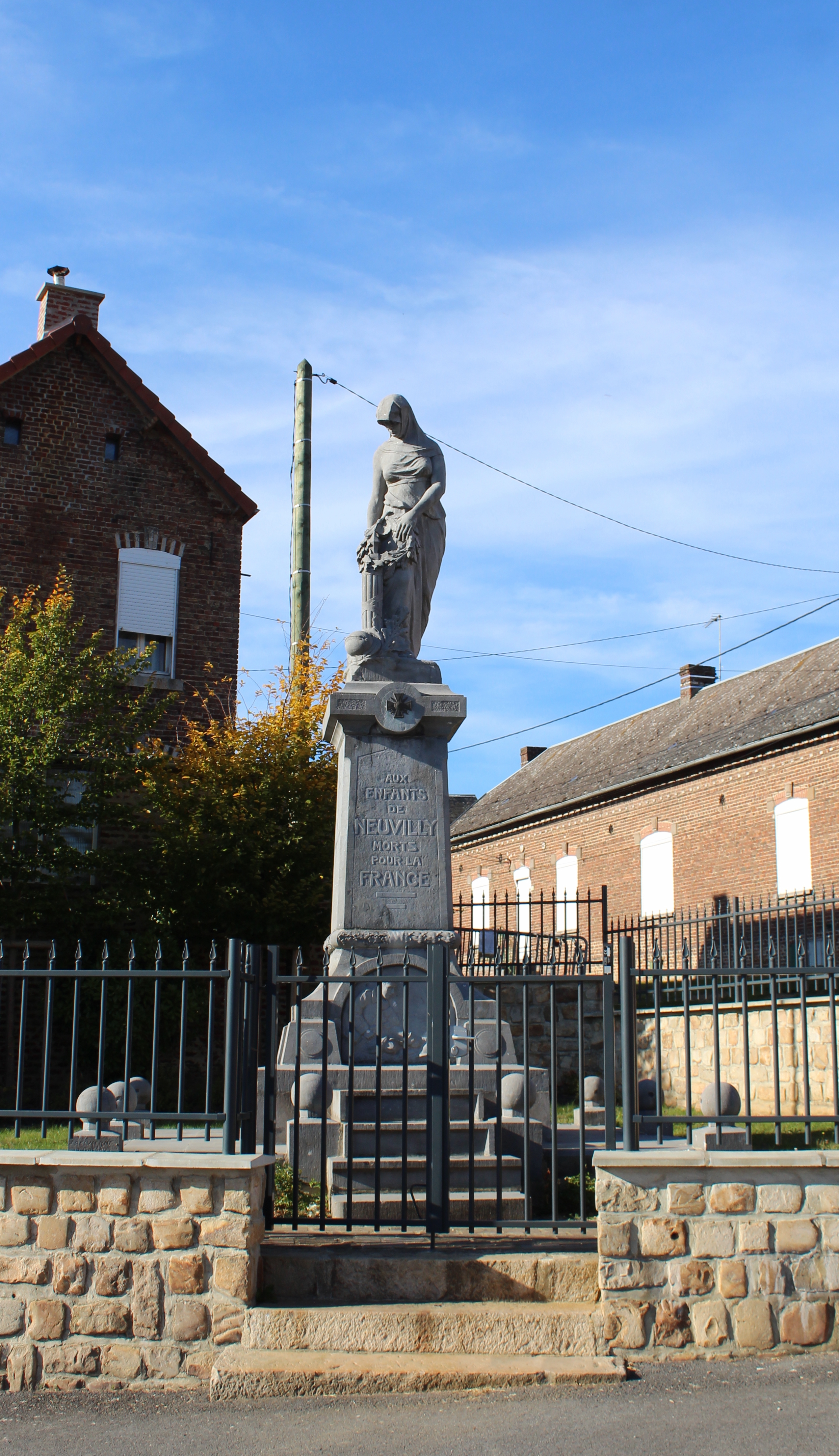
Gefallenendenkmal

- Kirche Saint-Martin
- Ehemaliger Bahnhof von Neuvilly
- Soldatenfriedhof des Commonwealth
- Gefallenendenkmal